# Джим Ервайн (хокеїст на траві)
Джим Ервайн (англ. Jim Irvine, 2 грудня 1948) — австралійський хокеїст на траві.
Срібний призер Олімпійських Ігор 1976 року, учасник 1984 року.